# Aeroportul Linköping/Saab
Aeroportul Linköping/Saab (IATA: LPI, ICAO: ESSL) este un aeroport din Comuna Linköping, Östergötlands län, Suedia ce deservește zona Linköping. Aeroportul a fost tranzitat în 2022 de 80.735 de pasageri. A fost deschis în 1977.
Situat la o altitudine de 52 m, aeroportul dispune de 1 pistă.

## Infrastructură

### Piste
Aeroportul dispune de o singură pistă. Pista are orientarea 11/29.